# Вотерлу (Илиноис)
Вотерлу (енгл. Waterloo) град је у америчкој савезној држави Илиноис. По попису становништва из 2010. у њему је живело 9.811 становника.

## Демографија
Према попису становништва из 2010. у граду је живело 9.811 становника, што је 2.197 (28,9%) становника више него 2000. године.
| Група             | 2000.         | 2010.         |
| Белци             | 7.495 (98,4%) | 9.498 (96,8%) |
| Афроамериканци    | 1 (0,0%)      | 13 (0,1%)     |
| Азијати           | 25 (0,3%)     | 33 (0,3%)     |
| Хиспаноамериканци | 52 (0,7%)     | 149 (1,5%)    |
| Укупно            | 7.614         | 9.811         |